# Decurio
Un decurio o decurión era, en tiempos de la Antigua Roma, un rango militar, equivalente al del actual capitán, un oficial de caballería de las unidades montadas auxiliares del ejército, originalmente, jefe de diez soldados o unidad táctica denominada decuria.

## Historia

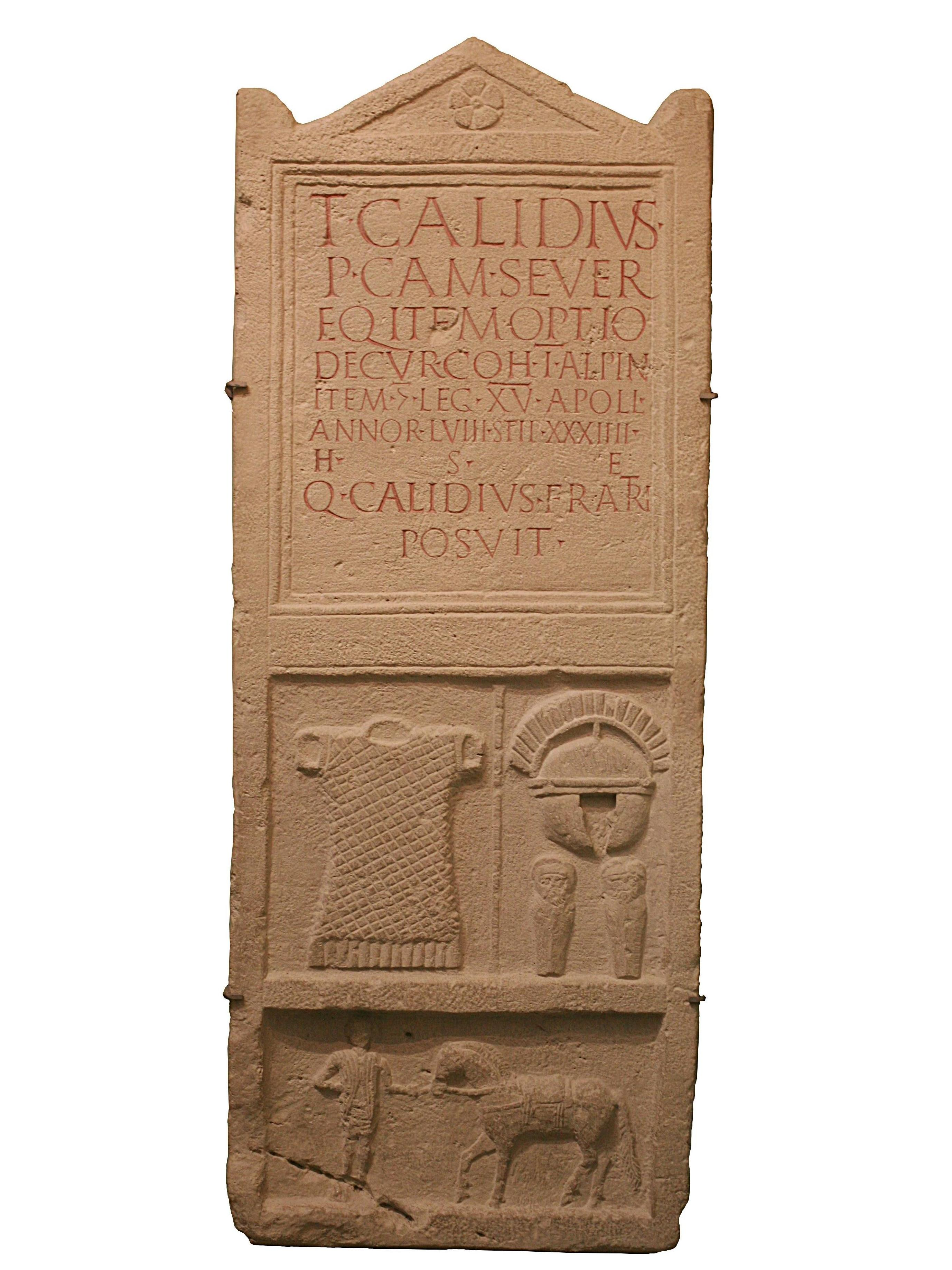
Estela de Tito Calidio Severo procedente de Carnumtum, en la que relata que empezó su carrera militar en la primera mitad del como jinete, optio y decurio de la Cohors I Alpinorum equitata, para pasar después a ser centurión de la Legio XV Apollinaris.

El origen de los decuriones se encuentra en la división civil entre los romanos en los primeros tiempos de la monarquía por lo siguiente:
- Formaba la octava parte de la centuria y se componía de 10 hombres.
- Concurrían a Roma solo 100 gentes, que constituyeron 10 curias y cada curia 10 decurias, que se triplicaron con la llegada de otras tribus tanto la curia como la decuria.
- La palabra gens o gentes se refería una especial organización civil pero cuando se las designaba parte integrante del ejército tomaban el nombre de decuria y quedaban subordinadas militarmente al poder central.
- La decuria elegía a uno de sus individuos decurio, jefe militar, por tanto una de las divisiones del ejército.

Bajo la República, Los honores que correspondía a este empleo militar variaban según el tipo de tropa mandada y eran de dos clases: 
- De la caballería romana
- De la caballería de las alae de socii itálicos

Más tarde, ya en el Imperio, el decurión comandaba una turma o escuadrón de treinta jinetes siempre de soldados auxiliares. Al segundo jefe de la turma se le denominaba duplicarius o soldado de doble paga, y al jinete que era el tercer jefe al mando se le denominaba sexquiplicarius o soldado de paga y media.
Aunque los jinetes de un Ala o de una Cohorte Equitata eran habitualmente no ciudadanos romanos -peregrini-, los decuriones siempre eran ciudadanos romanos, procedentes habitualmente de los rangos de suboficiales de las legiones.
En un Ala quinquagenaria había doce decuriones, en un Ala milliaria veinticuatro, en una Cohors equitata quinquagenaria cuatro, y en una Cohors equitata milliaria ocho, y siempre estaban a las órdenes directas del Praefectus Alae o del Praefectus Cohortis, según se tratase de una unidad de caballería o de una unidad mixta de caballería e infantería.
Por su parte, las turmae de jinetes pertenecientes a las legiones estaban al mando de centuriones y no de decuriones.